# Bejlerbej
Bejlerbej (även begler-beg, beylerbey, tr. beylerbeyi med flera stavningar; "bejernas bej") var den osmanska titel som gavs åt de efter vesirerna mest betydelsefulla personerna i riket, däribland guvernörerna över vilajeten och överbefälhavare inom armén.